# Bồ Đề (xã)
Bồ Đề là một xã thuộc huyện Bình Lục, tỉnh Hà Nam, Việt Nam.
Xã Bồ Đề có diện tích 8,34 km², dân số năm 1999 là 6556 người, mật độ dân số đạt 786 người/km².